# Galàxia.cat
Galàxia.cat és un catàleg de serveis webs en català impulsat per Accent Obert i Softcatalà.
La plataforma es va presentar el juliol del 2025 amb 250 eines gratuïtes, amb voluntat d'actualitzar la selecció contínuament i estar oberts a les propostes de la comunitat. Josep Maria Ganyet, Joan Muntané i Genís Roca van presentar la iniciativa defensant que l'objectiu és ajudar a "viure plenament en català". Les utilitats estan dividides per àmbits com la productivitat, la traducció o l'aprenentatge de llengües. Els criteris de selecció són sis: disponibilitat en català, accés gratuït, respecte a la privadesa, accés web, manteniment actiu i qualitat funcional.